# جواسيس نووية

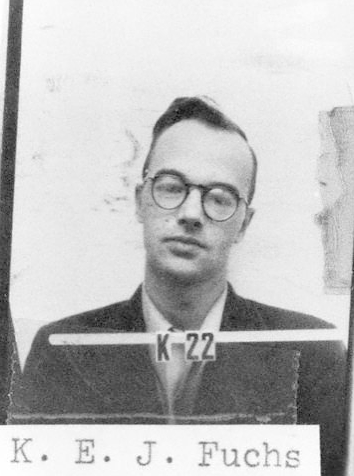
كلاوس فوكس
أحد أشهر الجواسيس في العالم بالمجال النووي

جواسيس نووية أو جواسيس ذرية هم أشخاص في الولايات المتحدة وبريطانيا العظمى وكندا ممن يعرف أنهم قدموا معلومات بشكل غير مشروع عن إنتاج الأسلحة النووية أو تصميمها إلى الاتحاد السوفيتي خلال الحرب العالمية الثانية والحرب الباردة.

## الخلفيات
ما تم تقديمه ما زال موضوع نزاع علمي وفي بعض الحالات قدم بعض المشتبه فيهم المعتقلين أو شهود الحكومة شهادات قوية أو اعترافات تراجعت عنها لاحقا أو قالوا إنها ملفقة.
يشكل عملهم أكثر حالات التجسس النووي شهرة وتوثيقا في تاريخ الأسلحة النووية وفي الوقت نفسه أراد العديد من العلماء النوويين مشاركة المعلومات مع المجتمع العلمي العالمي ولكن تم رفض هذا الاقتراح بحزم من قبل حكومة الولايات المتحدة.

## التأكيدات
جاء التأكيد حول أعمال التجسس من مشروع فينونا الذي اعترض وفك شفرة تقارير الاستخبارات السوفياتية التي أرسلت أثناء الحرب العالمية الثانية وبعدها قدمت هذه أدلة على هوية العديد من الجواسيس في مختبر لوس ألاموس وأماكن أخرى لم يتم التعرف على بعضهم.
كانت بعض هذه المعلومات متاحة للحكومة خلال محاكمات الخمسينيات لكنها لم تكن صالحة للاستخدام في المحكمة لأنها كانت سرية للغاية وايضا وجد المؤرخون أن سجلات المحفوظات السوفيتية والتي تم فتحها لفترة وجيزة للباحثين بعد سقوط الاتحاد السوفيتي تضمنت المزيد من المعلومات حول بعض الجواسيس.

## الأهمية
أدت الاحتمالية النظرية لحدوث انشطار نووي قبل الحرب العالمية الثانية إلى حدوث نقاشات مكثفة بين كبار علماء الفيزياء حول العالم. اعترف الاتحاد السوفييتي في ما بعد بعلماء لمساهمتهم في فهم الواقع النووي، وربحوا العديد من جوائز نوبل. ساعد العلماء السوفييتيون مثل إيغور كورشاتوف، وإل.دي. لاندو، وكيريل سينيلنيكوف على إثبات وتأكيد فكرة وجود الذرة القابلة للانشطار. تضاءلت أهميتها بالنسبة لمشروع مانهاتن الذي أجرته الولايات المتحدة خلال الحرب، إذ نادرًا ما سُلِّم بمشاركات السوفييت أو صُدقت خارج المجالات العلمية. وفقًا لعدة مصادر فقد توضح على عدة مستويات نظرية أنه اعتمد على الذرة بسبب انبعاثات الطاقة القوية جدًا والجديدة منها، ويمكن أن تستخدم في المستقبل لأغراض عسكرية.
أعرب علماء الفيزياء في الملاحظات المسجلة لهم عن عدم قدرتهم على تحقيق أي نوع من أنواع التطبيق العملي لهذه الاكتشافات. كانوا يظنون أن صنع سلاح نووي غير ممكن. وفقًا للجنة المشتركة للكونغرس الأمريكي، على الرغم من أن العلماء قد يكونون أول من يولد تفاعل انشطاري من صنع الإنسان، فقد افتقروا للطموح والتمويل والمؤهلات الهندسية والقيادة، وبالتالي القدرة على القيام بذلك. ستكون المهمة على نطاق يستحيل تصوره، إذ أن المصادر المطلوبة لتصميمه من أجل استخدامه كقنبلة وقوة نووية كان من الصعب الوصول إليها.
بناءً على إصرار آلبرت آينشتاين وليو زيلارد في رسالتهم المؤرخة في 2 أغسطس 1939، أقرت الولايات المتحدة -بالتعاون مع بريطانيا وكندا- بالأهمية الكامنة في القنبلة النووية. وقد شرعوا في عام 1942 في العمل من أجل تصميم أداة قابلة للاستخدام. تشير التقديرات إلى أنه خلال السعي لصنع القنبلة النووية، استُثمر مليارين و86 ألف طن من الفضة، و24 ألف عامل بارع في عملية البحث في المشروع وتطويره. تضمّن هؤلاء العمال البارعون مجموعة الأشخاص الذين يقومون بصيانة وتشغيل الآلات اللازمة للبحث. كانت أكبر منشأة غربية تمتلك 500 عالم فيزياء يعملون على المشروع، بالإضافة إلى فريق من خمسين شخصًا لاشتقاق المعادلات الخاصة بتتالي النترونات اللازم لتحريك التفاعل. كان البرنامج السوفييتي المكافئ مختلفًا تمامًا، إذ تضمن البرنامج خمسين عالمًا فيزيائيًا واثنين من علماء الرياضيات يحاولون وضع المعادلات لتسلسل الجسيمات. كان البحث والتطوير في مجال تقنيات إنتاج اليورانيوم والبلوتونيوم بشكل كافٍ خارج نطاق المجموعة السوفييتية وجهودها. قد تكون المعرفة بالتقنيات والاستراتيجيات التي استخدمها الحلفاء في برامجهم، والتي حصل عليها التجسس السوفييتي لعبت دورًا في التطور السريع للقنبلة السوفييتية بعد الحرب.
استغرق البحث عن طرق مناسبة وتطويرها من أجل تنشيط وفصل النظائر شديدة التفاعل اللازمة لصنع حمولة رأس حربي نووي سنوات عديدة، بالإضافة إلى استهلاك كميات كبيرة من الموارد. كرست كل من بريطانيا العظمى والولايات المتحدة أفضل العلماء لديهم من أجل هذه المسألة، وبنوا ثلاثة مصانع لكل منها طريقة مختلفة في استخراج النظائر. قرر برنامج الحلفاء استخدام استخلاص الحالة الغازية للحصول على اليورانيوم النقي الضروري للانفجار الذري. تطلب استخدام هذه الطريقة كميات كبيرة من اليورانيوم الخام ومواد نادرة أخرى، مثل الغرافيت لتنقية نظير يو-253 بنجاح. كانت الكميات المطلوبة للتطوير خارج نطاق ومجال البرنامج السوفييتي. لم يكن لدى الاتحاد السوفييتي مناجم يورانيوم خام طبيعي في بداية سباق الأسلحة النووية. سبّب نقص المواد صعوبة في إجراء أبحاث جديدة أو رسم طريق واضح يمكّنهم من الحصول على الوقود الذي يحتاجونه. أصبح العلماء السوفييتيون محبطين من صعوبات إنتاج وقود اليورانيوم بشكل رخيص، ووجدوا أن لديهم نقص في تقنياتهم الصناعية من أجل التكرير. في النهاية ساهمت المعلومات التي سُرقت من مشروع مانهاتن في حل المشكلة. كان يمكن أن تأخذ مشاكل الفريق الذري السوفييتي سنوات لتصحيحها لولا هذه المعلومات، إذ أثرت بشكل كبير على إنتاج الأسلحة الذرية السوفييتية.
يعتقد بعض المؤرخين أن الاتحاد السوفييتي حقق قفزاته الكبيرة في برنامجه النووي من خلال معلومات التجسس والبيانات التقنية التي نجحت موسكو في الحصول عليها من مشروع مانهاتن. حالما علم السوفييت بالخطط الأمريكية لتطوير القنبلة الذرية خلال أربعينيات القرن العشرين، بدأت موسكو بتجنيد العملاء للحصول على المعلومات. أرادت موسكو معلومات محددة للغاية من خلاياها الاستخباراتية في أمريكا وطلبت مواكبتها بتحديثات عن تقدم مشروع الحلفاء. كانت موسكو أيضًا مهتمة بالإجراءات التي تُستخدم لفصل نظير يو- 235، وما هي طرق التفجير التي كانت تستخدم والمعدات الصناعية المستخدمة في هذه التقنيات.
احتاج الاتحاد السوفييتي إلى عملاء يتمتعون بتصريح أمني عالٍ ليتمكنوا من الوصول إلى المعلومات السرية في مشروع مانهاتن ويستطيعون فهم وتفسير ما يسرقونه. واحتاجت موسكو أيضًا جواسيس موثوقين يؤمنون بالقضية الشيوعية لتقديم معلومات دقيقة. كان ثيودور هول جاسوسًا عمل على تطوير قنبلة البلوتونيوم التي ألقتها الولايات المتحدة على اليابان. قدم هول مواصفات القنبلة التي أُلقيت على ناغازاكي. سمحت هذه المعلومات للعلماء السوفييت إلقاء نظرة على السلاح الذري الناجح الذي أعده مشروع مانهاتن.
كان أكثر الجواسيس نفوذًا هو كلاوس فوكس. هو عالم فيزيائي بريطاني ألماني المولد ذهب إلى الولايات المتحدة ليعمل على المشروع الذري، ويصبح أحد العلماء البارزين فيه. أصبح فوكس عضوًا في الحزب الشيوعي في عام 1932 عندما كان لا يزال طالبًا في ألمانيا. سافر فوكس إلى بريطانيا في بداية الرايخ الثالث عام 1933. أصبح في النهاية أحد أبرز العلماء في البرنامج البريطاني. انتقل في عام 1943 إلى الولايات المتحدة ليشارك في مشروع مانهاتن. بسبب موقع فوكس الوظيفي في البرنامج النووي كان لديه قدرة الوصول إلى أغلب التجهيزات التي أرادتها موسكو إن لم يكن كلّها. كان فوكس أيضًا قادرًا على تفسير وفهم المعلومات التي يسرقها ما جعله موردًا للمعلومات لا يقدر بثمن. زوّد فوكس السوفييت بمعلومات مفصلة عن عملية فصل الحالة الغازية. وقدّم أيضًا معلومات عن مواصفات الحمولة والحسابات والعلاقات اللازمة لحدوث الانشطار النووي ومخططات المختبرات لإنتاج النظائر المستخدمة لصنع الأسلحة النووية. ساعدت هذه المعلومات المجموعة السوفييتية الأصغر حجمًا والتي تعاني من نقص في الموظفين والإمداد، أن تتقدم في عملية التفجير الناجح للسلاح النووي.
كان سيتمكن برنامج الاتحاد السوفييتي في النهاية من تطوير السلاح النووي بدون مساعدات التجسس. لم يكن هناك فهم أساسي لفائدة السلاح النووي والقدرة والموارد الهائلة المطلوبة حتى وقت لاحق. (متى؟) ساعد التجسس العلماء السوفييت على معرفة الطرق التي نجحت، ومنعهم من هدر مواردهم القيّمة على التقنيات التي أثبت تطوير القنبلة الأمريكية عدم فعاليتها. اعتمدت السرعة التي أنجز فيها برنامج الاتحاد السوفييتي قنبلة تعمل، وبمصادر قليلة جدًا، على كمية المعلومات التي حصلوا عليها من خلال التجسس. شدّدت الولايات المتحدة خلال محاكمات الحرب الباردة على أهمية ذلك التجسس.